# NATURAL HIGH DREAMER
『NATURAL HIGH DREAMER』（ナチュラル・ハイ・ドリーマー）は、音楽ユニットSCREEN modeのミニアルバム。2014年10月8日にランティスから発売された。

## 概要
- SCREEN mode初のアルバム。
- 表題曲『STAR PARK』と2枚目のシングル『LΦVEST』のPVを収録したDVD付き。

## 収録曲
- 全作曲・編曲:雅友

1. 〜Introduction〜
2. ROCKET SOUL
  - 作詞:勇-YOU-
3. STAR PARK
  - 作詞:勇-YOU-

本作の表題曲であり、PVが制作されている。
後に『Discovery Collection』にも収録された。
4. 〜Interlude〜
5. Crystal Kiss
  - 作詞:勇-YOU-、三井ゆきこ
6. MEMENTO
  - 作詞:勇-YOU-
7. Hello HALO
  - 作詞:勇-YOU-